# Думино (Вологодская область)
Думино — деревня в Шекснинском районе Вологодской области.
Входит в состав сельского поселения Любомировского, с точки зрения административно-территориального деления — в Любомировский сельсовет.
Расстояние по автодороге до районного центра Шексны — 41 км, до центра муниципального образования Любомирово — 9 км. Ближайшие населённые пункты —, Нокшино, Котово.
По переписи 2002 года население — 46 человек (20 мужчин, 26 женщин). Всё население — русские.